# Leandro Chaparro
Leandro Nery Chaparro (La Tablada, 7 de Janeiro de 1991) é um futebolista argentino que joga como meia. Atualmente, defende o AD Oliveirense, de Portugal.

## Carreira
Chaparro iniciou sua carreira na base do San Lorenzo, sendo promovido em 2009.

### Vasco da Gama
Em fevereiro de 2011, Chaparro é anunciado como novo reforço do Vasco da Gama.No clube carioca, foram apenas 10 jogos, mas não marcou gols.

### Madureira
Em 2013, Chaparro acerta com o Madureira.

### Futebol português
Após uma passagem pelo argentino Sportivo Belgrano, que disputou a Primera B Nacional, Chaparro acerta com o Beira-Mar, de Portugal, clube no qual está atuando atualmente e tenta se firmar.
Marcou seu primeiro golo como profissional pelo Beira-Mar, numa cobrança de penalidade. Mas sua equipa acabou derrotada por 3-2 para o Sporting B. Marcou novamente na rodada seguinte, contra o Marítimo B, venceu por 2-1 com golo nos acréscimos.
Em maio de 2015, Chaparro assinou contrato por dois anos com o Estoril Praia, para a temporada 2015/16.
Em julho de 2016, Chaparro foi para o Freamunde, assinando vínculo por uma temporada que pode ser estendido por igual período.
Em novembro de 2017, Chaparro foi anunciado pelo Uberlândia, como novo reforço para a disputa do Campeonato Mineiro de 2018.
Em setembro de 2018, Leandro Chaparro assinou com o AD Oliveirense, de Portugal, ao lado de seu irmão Lucas.

## Títulos
Vasco da Gama
- Copa do Brasil: 2011

## Campanhas de destaque
Vasco da Gama
- Vice-campeão do Campeonato Brasileiro: 2011